# Piano Rhodes

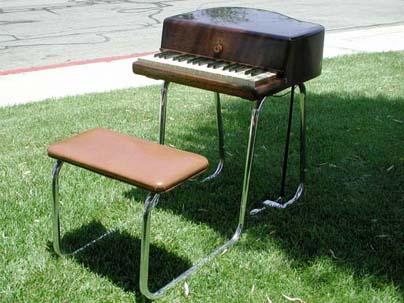
El Prepiano Rhodes (1950) es uno de los más antiguos, un modelo muy anterior al famoso piano eléctrico Fender Rhodes (1965).

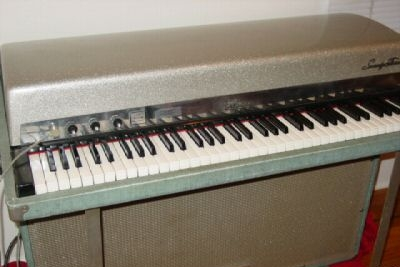
Piano Fender Rhodes Silvertop Suitcase (1970), el primer piano eléctrico que tuvo 88 notas (más de 7 octavas), como un piano acústico.

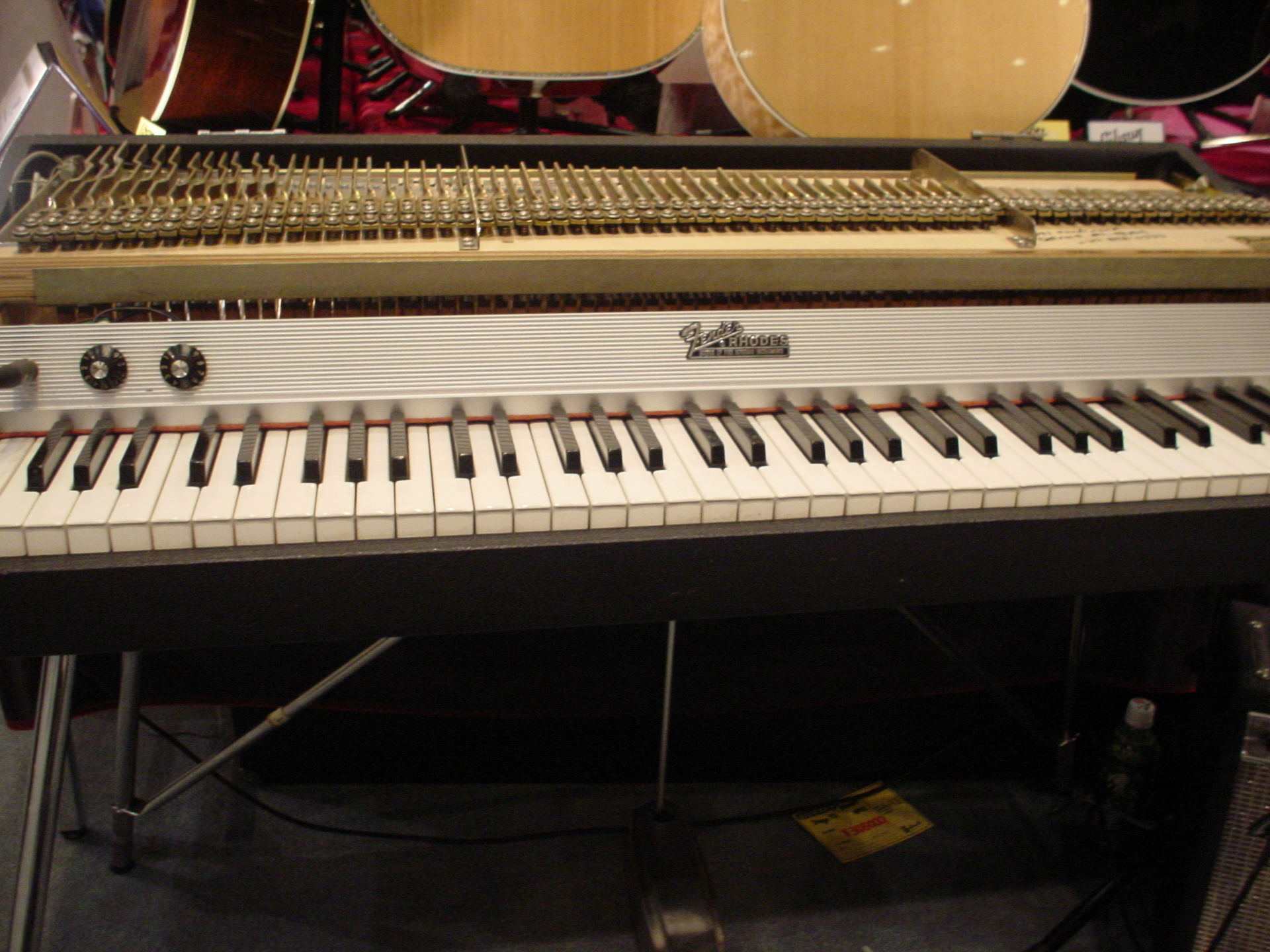
Piano Fender Rhodes sin la tapa superior.

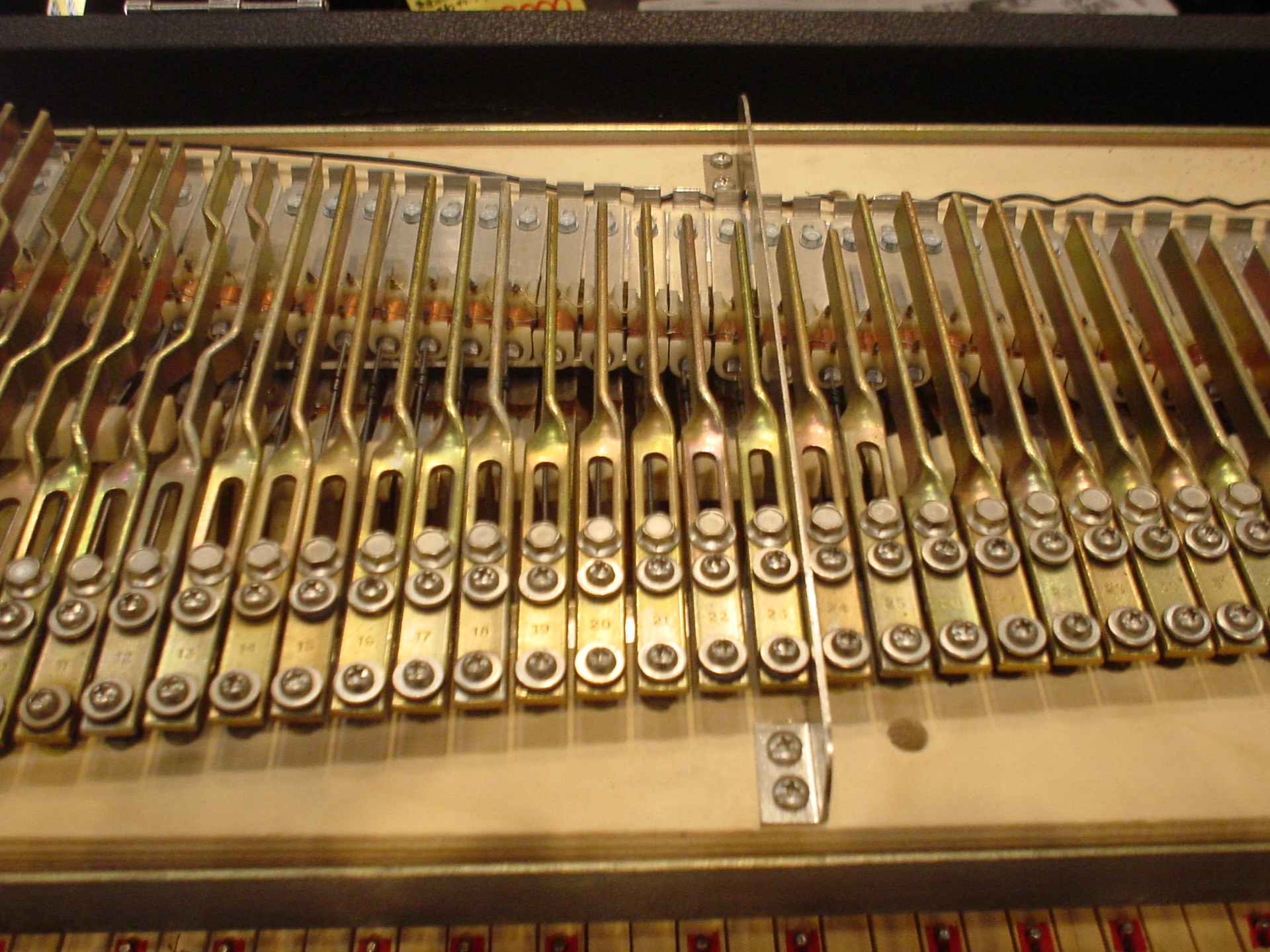
Detalle del interior del mismo piano, mostrando las barras metálicas vibrantes.

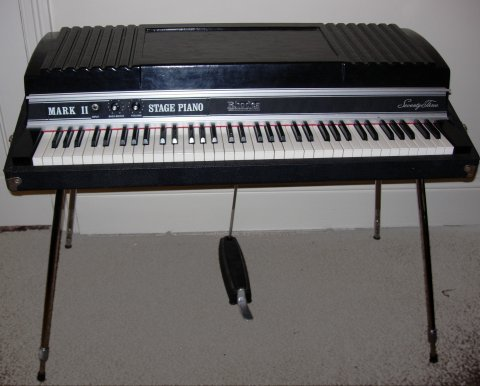
Piano Rhodes Mark II (fines de 1979), sin el nombre Fender.

El piano Rhodes, también llamado Fender Rhodes, es un piano eléctrico diseñado para ser portátil.

## Historia
Durante la Segunda Guerra Mundial, el estadounidense Harold B. Rhodes (1910-2000) fue reclutado en la aviación de su país y en sus ratos libres enseñaba piano a sus compañeros ya que tenía conocimientos musicales.
El médico de la base donde estaba reclutado le sugirió que creara un programa de terapia musical para los soldados heridos, muchos de ellos postrados e incapaces de moverse. Pero los pianos de la época eran muy pesados y difíciles de transportar. Apenas terminó la guerra, la solución de Harold Rhodes fue hacer el piano de juguete denominado Xilette. Este instrumento tenía un mecanismo interno similar a un xilófono (con sonido parecido al metalófono), hecho con los tubos de aluminio provenientes de las alas de los bombarderos B-17. El piano tenía 30 teclas de tamaño normal, lo que abarcaba dos octavas y media. Fue un gran éxito y se produjeron varios miles de pianos.
Incluso después de la guerra Rhodes ganó un reconocimiento firmado por el general Patton y una medalla por su invento terapéutico. Entre 1946 y 1950, Rhodes creó el Pre-piano, que era un desarrollo del Xilette, ya con el mecanismo típico del futuro piano eléctrico Rhodes.

### La época Fender
En 1959, Leo Fender, fundador de la empresa Fender Musical Instruments Corporation, que en esa época se llamaba Fender Electric Instrument Company, se asoció con Harold Rhodes, y produjeron instrumentos durante quince años. Su primer producto ese año fue el PianoBass (bajo piano), de 32 notas (dos octavas y media). Por pocos años después, se produjo también una versión de 54 teclas (cuatro octavas y media). La empresa pasó a llamarse Fender Rhodes.
En enero de 1965, la empresa canadiense CBS compró la compañía Fender por 13 millones de dólares, y en ese año empezó a producirse el “Sparkletop Fender-Rhodes Electric Piano” o Mark 0, de 73 teclas (6 octavas).
Luego en los años sesenta salió el Fender Rhodes Celeste, los modelos y sistemas Student/Instructor y los raros modelos Domestic. En 1970 salió el modelo Mark I Stage y los modelos Stage y Suitcase (escenario y maleta), de 88 notas (más de 7 octavas, como un piano acústico). En 1974, la marca pasó de llamarse Fender Rhodes a solo “Rhodes”. 
Continuamente el piano pasó por mejoras. Los macillos se empezaron a hacer de plástico, los pedestales cambiaron de forma, se puso fieltro debajo de los macillos, se alteraron los micrófonos, la estructura de las varillas de metal se modificaron para que duraran más tiempo. A fines de 1979, apareció el modelo Mark II, con más mejoras, pero siempre con el mismo mecanismo interior.
Durante un breve período también se produjo el Rhodes Mark III EK-10 que tenía filtros y osciladores analógicos aparte de los elementos electromecánicos existentes. El efecto era como si se ejecutara simultáneamente un clavecín o piano; comparado con los nuevos sintetizadores polifónicos que recién se introducían al mercado en esa época, pero representó fue un avance muy limitado. Se vendieron muy pocas unidades.
El último piano eléctrico Rhodes en fabricarse fue el Mark V, de 1984. Este Mark V es el instrumento Rhodes más fino. Con un cuerpo más liviano, un diseño completamente nuevo de acción de los macillos, una cámara de reverberación mejorada, un aumento del golpe de 23 % para más potencia. Se diseñó una nueva barra armónica de polímero, que redujo el peso hasta apenas 45 kg.
Solo se produjeron 2000 unidades, ya que ese fue el último año de producción.

## Funcionamiento
En los pianos acústicos convencionales, el sonido se genera con el golpe de macillos de fieltro (uno por tecla) que golpean grupos de tres cuerdas de alambre de acero.
En el piano Rhodes, cada macillo —de fieltro entre 1959 y 1970, y de neopreno después de 1970— golpea sobre una varita de metal rígido (llamado en inglés tine, ‘diente [de tenedor]’), casi como un alambre de acero.
Encima de esta varita se encuentra una barra de metal de tamaño adecuado para producir la nota correspondiente (cuanto más grande es la barra, más grave el sonido que se generará). Cuando el macillo golpea la varita, la barra metálica vibra por simpatía.
Ambos elementos forman una especie de diapasón asimétrico. Las vibraciones de la varita y la resonancia de la barra son recogidas por un micrófono magnético parecido a las pastillas de una guitarra eléctrica (hay uno por cada varita) y amplificadas. El resultado es un sonido muy especial, parecido al de una celesta o un glockenspiel, un timbre “gordo”, con un ataque campanil y un buen sostén.
Como los pianos acústicos convencionales, el Rhodes tiene un pedal de sustain (sostén), para mantener el sonido durante varios segundos, y como todo piano eléctrico, tiene una salida para conectarlo a un amplificador, lo que hizo que se empezara a hacer popular en la década de los sesenta.
Los teclados actuales tratan de imitar con mayor o menor éxito el timbre del piano Rhodes.
Como el instrumento produce sonidos de manera eléctrica, la señal se puede procesar para producir diferentes colores tímbricos. Frecuentemente la señal se procesa a través de una unidad de efectos oscilantes panorámicos estéreo de baja frecuencia (que en el panel frontal del Rhodes se llama “vibrato”, que panea la señal pendularmente al canal izquierdo y derecho. Este sonido redondeado de campanas es el más típico de los sonidos del Rhodes. Se puede oír, por ejemplo, en muchas de las canciones de Stevie Wonder. El preamplificador con paneo estéreo viene incluido en los pianos eléctricos Rhodes original. Tal y como el piano de Rhodes.

## Futuro
En 1987 la marca Rhodes fue adquirida por Roland, sin embargo, simplemente aplicaron el mismo nombre a pianos digitales, sin fabricar reales pianos Rhodes electro-mecánicos. Harold Rhodes dijo estar muy decepcionado con los pianos desarrollados por Roland.
En 1997, un socio de Harold, Joseph A. Brandstetter, le compró a Roland la marca Rhodes y se la entregó a Harold como un regalo. Harold Rhodes falleció en diciembre del 2000, pero sus instrumentos son usados hoy en día más que nunca. 
En el 2003 Joseph A. Brandstetter adquirió los derechos de la marca Rhodes y anunció que tenía planes de fabricar nuevos Rhodes para el 2007. Así fue que el 18 de enero de ese año, en la exposición anual NAMM en el estado estadounidense de California el piano "MK 7" fue presentado al mercado. El "MK 7" recibió buenas críticas por parte del público y se fabricará en tres tamaños: 88, 73 y 61 teclas, cada una disponible en tres especificaciones dando un total de nueve modelos de pianos, pasivos, activos y midi. Estos instrumentos son más livianos que los modelos anteriores e incluyen un preamplificador y un sistema midi. A su vez tendrán disponible una valija de configuración (llamada "plataforma de sonido") que permitirá un instrumento autocontenido con parlantes.